# Stanisław Kowalczyk (lekarz weterynarii)
Stanisław Kowalczyk (ur. 1914, zm. 22 maja 1990), polski lekarz weterynarii, pracownik naukowy Wydziału Medycyny Weterynaryjnej SGGW w Warszawie, żołnierz Armii Krajowej.

## Życiorys
Urodził się na terenie późniejszego powiatu kolneńskiego na Podlasiu. W czasie nauki w Gimnazjum Państwowym im. Tadeusza Kościuszki w Łomży był aktywnym sportowcem oraz udzielał się w szkolnej orkiestrze (grał na tubie); egzamin dojrzałości zdał w 1935. Podjął niebawem studia na Wydziale Weterynaryjnym Uniwersytetu Warszawskiego. Ze względu na trudności materialne pracował jednocześnie jako motorniczy nocnych kursów tramwajowych w Miejskim Przedsiębiorstwie Komunikacyjnym. Do chwili wybuchu II wojny światowej zdołał ukończyć trzy lata studiów weterynaryjnych.
W sierpniu 1939 został zmobilizowany. W stopniu podporucznika dowodził plutonem taczanek w 18 Dywizji Piechoty (stacjonującej w czasie pokoju w Łomży). W czasie kampanii wrześniowej w okolicach Zambrowa trafił do niewoli niemieckiej, ale z obozu jenieckiego w Prusach Wschodnich udało mu się zbiec. W 1942 został zaprzysiężony do służby w Armii Krajowej pod pseudonimem Rózga. Służył m.in. jako szef uzbrojenia w oddziale partyzanckim dowodzonym przez Stanisława Cieślewskiego "Lipca". Uczestniczył w licznych akcjach zbrojnych.
W sierpniu 1944 został aresztowany przez NKWD; posługiwał się wówczas dokumentami na fikcyjne nazwisko. Był więziony w Białymstoku, a potem w łagrze w Riazaniu, gdzie zetknął się ze swoim dawnym dowódcą S. Cieślewskim. W październiku 1947, po krótkim pobycie w łagrze w Czerepowcu, powrócił do kraju. W Warszawie kontynuował studia weterynaryjne (wydział włączono niebawem do Szkoły Głównej Gospodarstwa Wiejskiego), które łączył z pracą asystenta w Katedrze Anatomii Zwierząt, a od 1948 na Oddziale Położniczym Kliniki Chirurgicznej. W 1949 uzyskał dyplom lekarza weterynarii i pozostał na uczelni w charakterze pracownika naukowo-dydaktycznego. W 1960 obronił pracę doktorską, w latach 1961-1962 odbył staż naukowy w Katedrze Położnictwa i Patologii Rozrodu Uniwersytetu Cornella. W 1966 przedstawił rozprawę habilitacyjną. 
W pracy naukowej zajmował się głównie niepłodnością bydła, zagadnieniami pomocy porodowej, schorzeniami wymion. Ogłosił szereg prac w periodykach polskich i zagranicznych.
W 1981 przeszedł na emeryturę. Do końca życia pozostawał związany z rodzinnymi stronami, działał w warszawskim oddziale Towarzystwa Przyjaciół Ziemi Łomżyńskiej, kilkakrotnie odwiedzał Łomżę jako uczestnik zjazdów absolwentów dawnego gimnazjum im. Kościuszki. Był odznaczony m.in. Krzyżem Armii Krajowej, Krzyżem Partyzanckim, Krzyżem Kawalerskim Orderu Odrodzenia Polski, medalami "„Za udział w Wojnie Obronnej 1939” i "Polska Swemu Obrońcy".  